# Регата на реке Чарльз

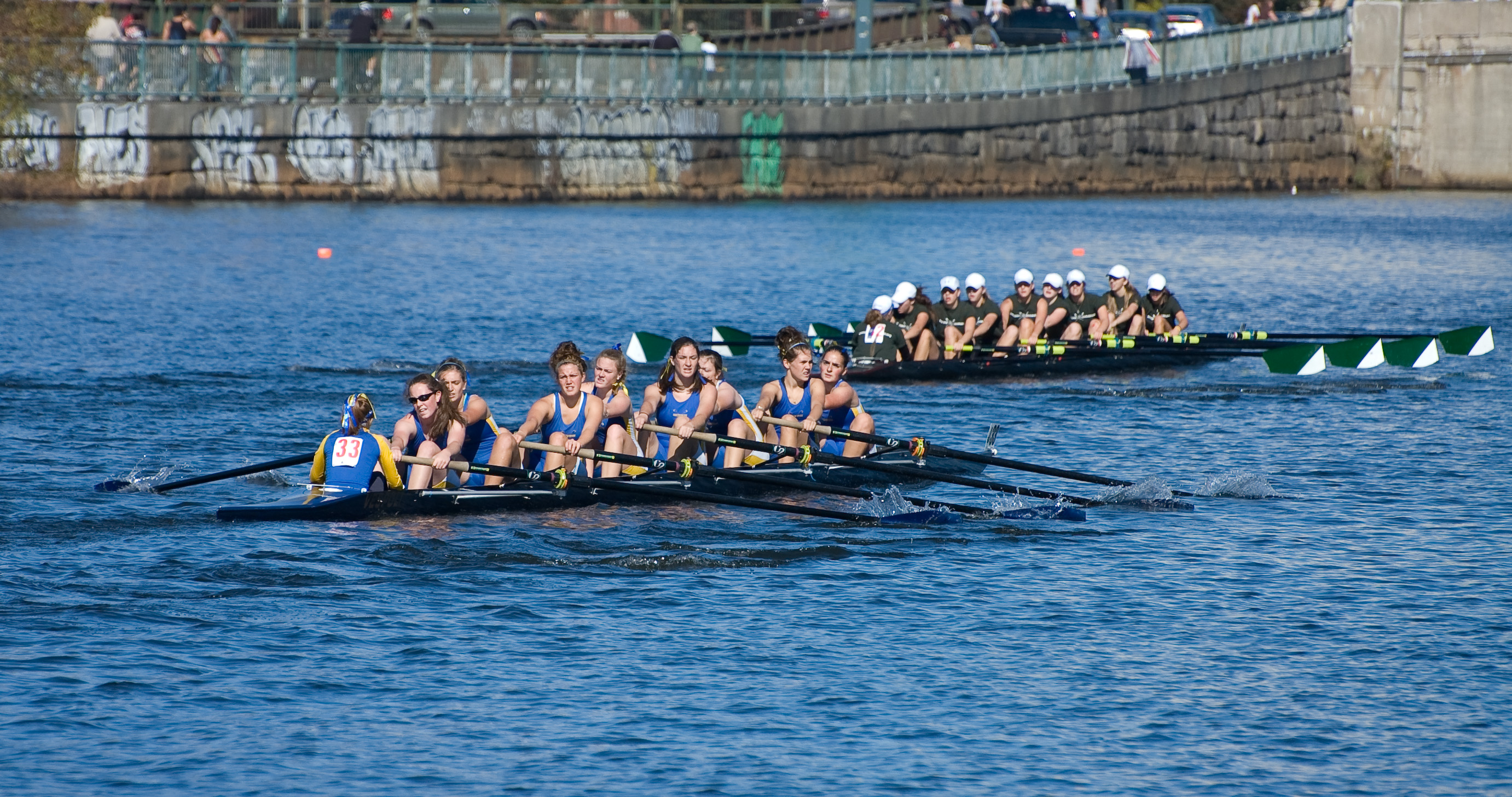
Команда колледжа Миддлбэрри

Регата на реке Чарльз (англ. Head of the Charles Regatta) — соревнование по академической гребле на реке Чарльз, которая разделяет Бостон и Кембридж в штате Массачусетс, США.
Это крупнейшая двухдневная регата в мире. В ней ежегодно принимают участие до 8 тыс. спортсменов на более чем 1700 лодках. Кроме того, данное мероприятие постоянно привлекает около 300 тыс. зрителей.
Протяженность трассы — 5,1 км. Гребцы стартуют от Бостонского университета и финишируют между мостом Эллиота и Северо-восточным университетом. В конце регаты проводятся самые престижные заезды: «четвёрки» и «восьмёрки» (мужчины и женщины). Участниками являются команды из колледжей, школ, спортивных клубов Новой Англии, а также все желающие в индивидуальном зачёте. Возраст гребцов варьируется от 14 до 85 лет.
В 2006 году в гонке принимали участие спортсмены из Китая, Хорватии, ЮАР, Ирландии и Нидерландов. В 2010 году регата была показана в фильме Дэвида Финчера «Социальная сеть».

## История регаты
Регата была создана в 1965 году Лодочным клубом Кембриджа, а в 1997 году она стала двухдневным мероприятием. Сейчас регата проходит в последние выходные октября.
Создатели регаты Дарси МакМахон, Говард МкИнтайр и Джек Винсинт хотели создать большую регату в США, потому что до 1965 года известные регаты проходили только в Англии. Только «джентльмены» могли соревноваться в регатах в Англии, поэтому Регата на реке Чарльз была создана так, чтобы в ней могли участвовать все желающие. До того как эта регата была создана, в США не было осенних соревнований по гребле. В этой связи основатели регаты хотели, сделать осеннюю регату, чтобы спортсменам не было скучно на тренировках в это время года.
За всю историю соревнования, регата была отменена тольк два раза — в 1996 году из-за сильных штормов и в 2020 году из-за коронавируса.

## Галерея

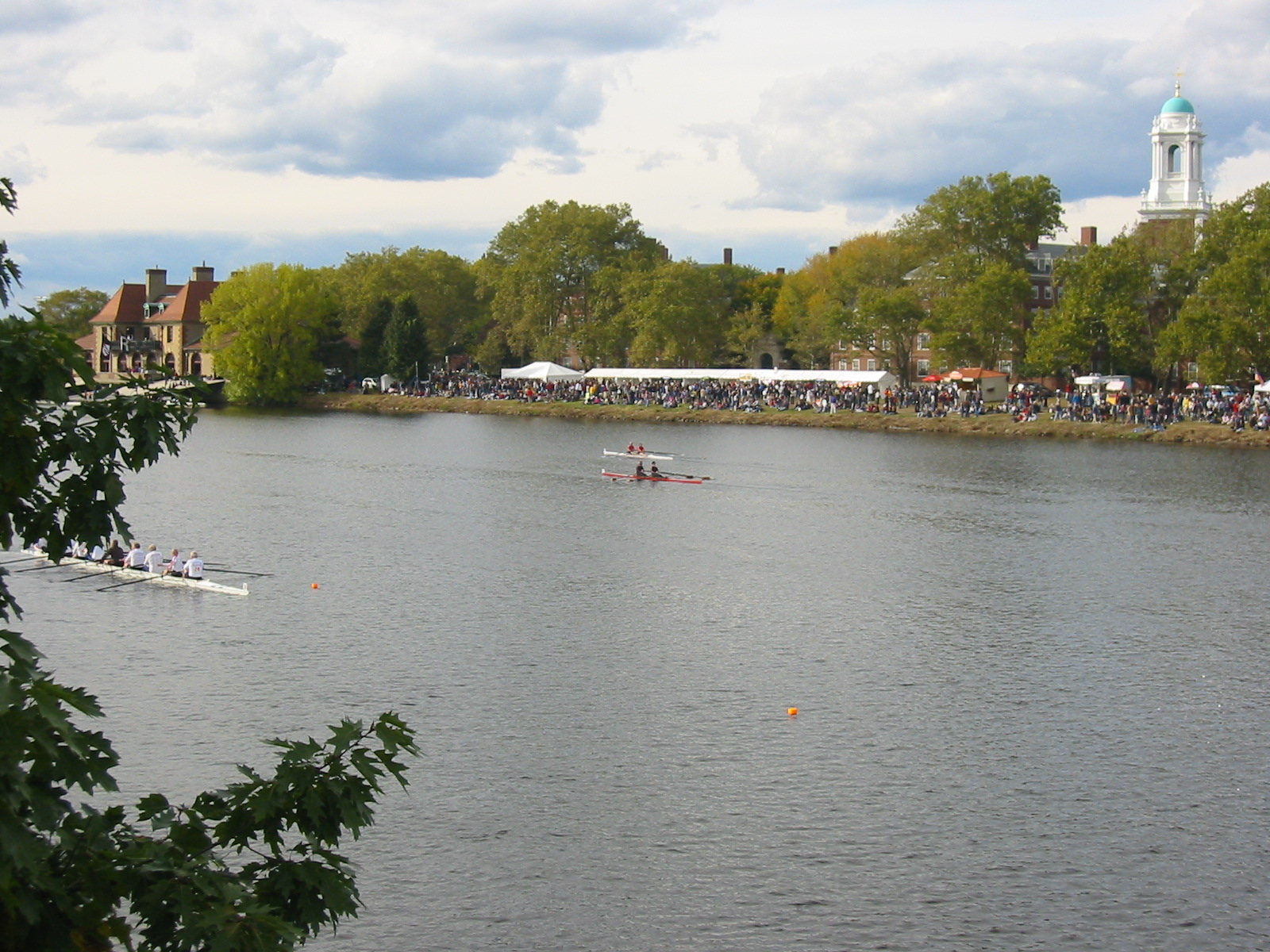
Зрители на берегу реки (2003)
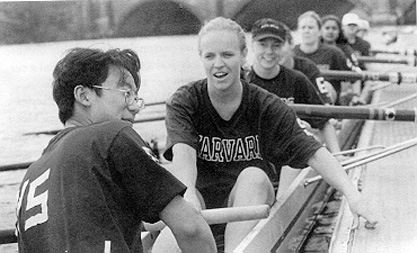
Девушки из школы им. Кеннеди (1996)